# 雙斑雀鯛
雙斑雀鯛（學名：Pomacentrus bipunctatus），是輻鰭魚綱鱸形目雀鯛科雀鯛屬的其中一種，分布於中太平洋馬紹爾群島愛尼威塔克環礁與夸加林礁、加羅林群島東部特拉克島海域，深度5至43公尺，體長可達5.5公分，棲息在珊瑚礁、潟湖，以浮游生物為食，繁殖期時成對出現，雄魚會守護卵直到孵化，生活習性不明。